# Ștefan Vasilache
Ștefan Vasilache, född 9 maj 1979 i Roman, är en rumänsk friidrottare som tävlar i höjdhopp.
Vasilaches främsta merit är att han vid inomhus-VM 2004 blev bronsmedaljör med ett hopp på 2,25. Vid EM 2002, VM 2003 och vid Olympiska sommarspelen 2004 blev han utslagen i kvalet.

## Personligt rekord
- Höjdhopp - 2,30